# Cherbezatina kalalaoensis
Cherbezatina kalalaoensis är en skalbaggsart som beskrevs av Marc Lacroix 1993. Cherbezatina kalalaoensis ingår i släktet Cherbezatina och familjen Melolonthidae. Inga underarter finns listade i Catalogue of Life.